# 島津斉彬

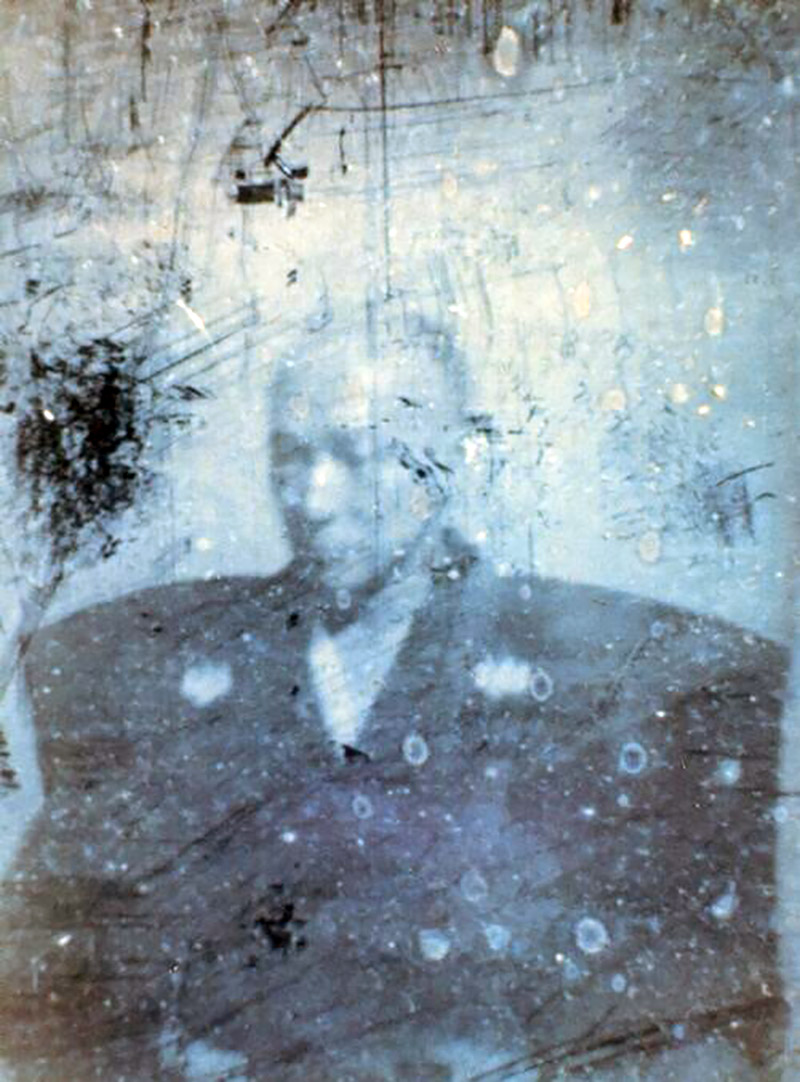
ダゲレオタイプで撮影された島津斉彬（1857年）。
日本人が撮影した写真としては最古のものとされる。

島津 斉彬（旧字体：島津 齊彬、しまづ なりあきら）は、江戸時代後期から幕末の大名で、薩摩藩第11代藩主。島津氏第28代当主。今和泉島津家出身で斉彬の養女・天璋院は江戸幕府第13代将軍・徳川家定の御台所。
薩摩藩による富国強兵や殖産興業に着手し国政改革にも貢献した幕末の名君である。西郷隆盛ら幕末に活躍する人材も育てた。

## 生涯

### 生い立ちとお由羅騒動
文化6年3月14日（1809年4月28日）、第10代藩主・島津斉興の長男として江戸薩摩藩邸（薩摩藩上屋敷）で生まれる。母・弥姫（周子）は「賢夫人」として知られた人物で、この時代には珍しく斉彬はじめ弥姫出生の3人の子供は乳母をつけず、弥姫自身の手で養育された。また、青年期まで存命であった曾祖父の第8代藩主・重豪の影響を受けて洋学に興味をもつ。これが周囲の目に蘭癖と映ったことが、皮肉にも薩摩藩を二分する抗争の原因の一つになったとされる。
斉彬が次の藩主となれば、重豪のように公金を湯水のごとく費やし藩財政の困窮に一層の拍車をかけかねないと、特に藩上層部に心配され、斉興は斉彬が40歳を過ぎても家督を譲らなかった。また家老・調所広郷や斉興の側室・お由羅の方らは、お由羅の子で斉彬の異母弟に当たる島津久光の擁立を画策した。斉彬派側近は久光やお由羅を暗殺しようと計画したが、情報が事前に漏れて首謀者13名は切腹、また連座した約50名が遠島・謹慎に処せられた。斉彬派の葛城彦一などの4人が必死で脱藩し、斉興の叔父にあたる福岡藩主・黒田斉溥に援助を求めた。斉溥の仲介で、斉彬と近しい老中・阿部正弘、宇和島藩主・伊達宗城、福井藩主・松平慶永らが事態収拾に努めた。こうして嘉永4年（1851年）2月に斉興が隠居し、斉彬が第11代藩主に就任した。この一連のお家騒動はお由羅騒動（あるいは高崎崩れ）と呼ばれている。

### 藩主時代
藩主に就任するや、藩の富国強兵に努め、洋式造船、反射炉・溶鉱炉の建設、地雷・水雷・ガラス・ガス灯の製造などの集成館事業を興した。嘉永4年7月（新暦：1851年8月頃）には、土佐藩の漂流民でアメリカから帰国したジョン万次郎を保護し藩士に造船法などを学ばせたほか、安政元年（1854年）、洋式帆船「いろは丸」を完成させ、帆船用帆布を自製するために木綿紡績事業を興した。西洋式軍艦「昇平丸」を建造し幕府に献上している。昇平丸は後に蝦夷地開拓の際に咸臨丸とともに大きく役立った。黒船来航以前から蒸気機関の国産化を試み、日本最初の国産蒸気船「雲行丸」として結実させた。また、下士階級出身の西郷隆盛や大久保利通を登用して朝廷での政局に関わる。
斉彬は松平慶永、伊達宗城、山内豊信（土佐藩主）、徳川斉昭（水戸藩隠居）、徳川慶恕（尾張藩主）らと藩主就任以前から交流をもっていた。斉彬は彼らとともに幕政にも積極的に口を挟み、老中・阿部正弘に幕政改革（安政の幕政改革）を訴えた。特に斉彬は黒船来航以来の難局を打開するには公武合体・武備開国をおいてほかにないと主張した。阿部の内諾を受け、薩摩藩の支配下にある琉球王国を介したフランスとの交易を画策し、市来四郎を派遣したが、後の斉彬の急死で頓挫している。
阿部の死後、安政5年（1858年）に大老に就いた彦根藩主・井伊直弼と将軍継嗣問題で真っ向から対立した。将軍・徳川家定が病弱で嗣子がなかったため、慶永、宗城ほか四賢侯、斉昭らと共に次期将軍として斉昭の子の徳川慶喜を推した。斉彬は、篤姫を家定の正室として嫁がせ、さらに公家を通じて慶喜を擁立せよとの内勅降下を朝廷に請願した。一方、井伊直弼は紀州藩主・徳川慶福を推した。直弼は大老の地位を利用して強権を発動し、反対派を弾圧する安政の大獄を開始する。結果、慶福が14代将軍・徳川家茂となり、斉彬らは敗れた。

### 最期
斉彬はこれに対し、藩兵5,000人を率いて抗議のため上洛することを計画した。しかし、その年（安政5年）の7月8日（1858年8月16日）、鹿児島城下で出兵のための練兵を観覧の最中に発病し、7月16日（新暦：8月24日）に死去した。享年50（満49歳没）。死因は、当時日本で流行していたコレラという説が有力であるが、そのあまりに急な死は、嫡子がいずれも夭逝していることとも併せ、父・斉興や異母弟・久光またはその支持者の陰謀であるとの噂もあった。
- 法名：順聖院殿英徳良雄大居士。

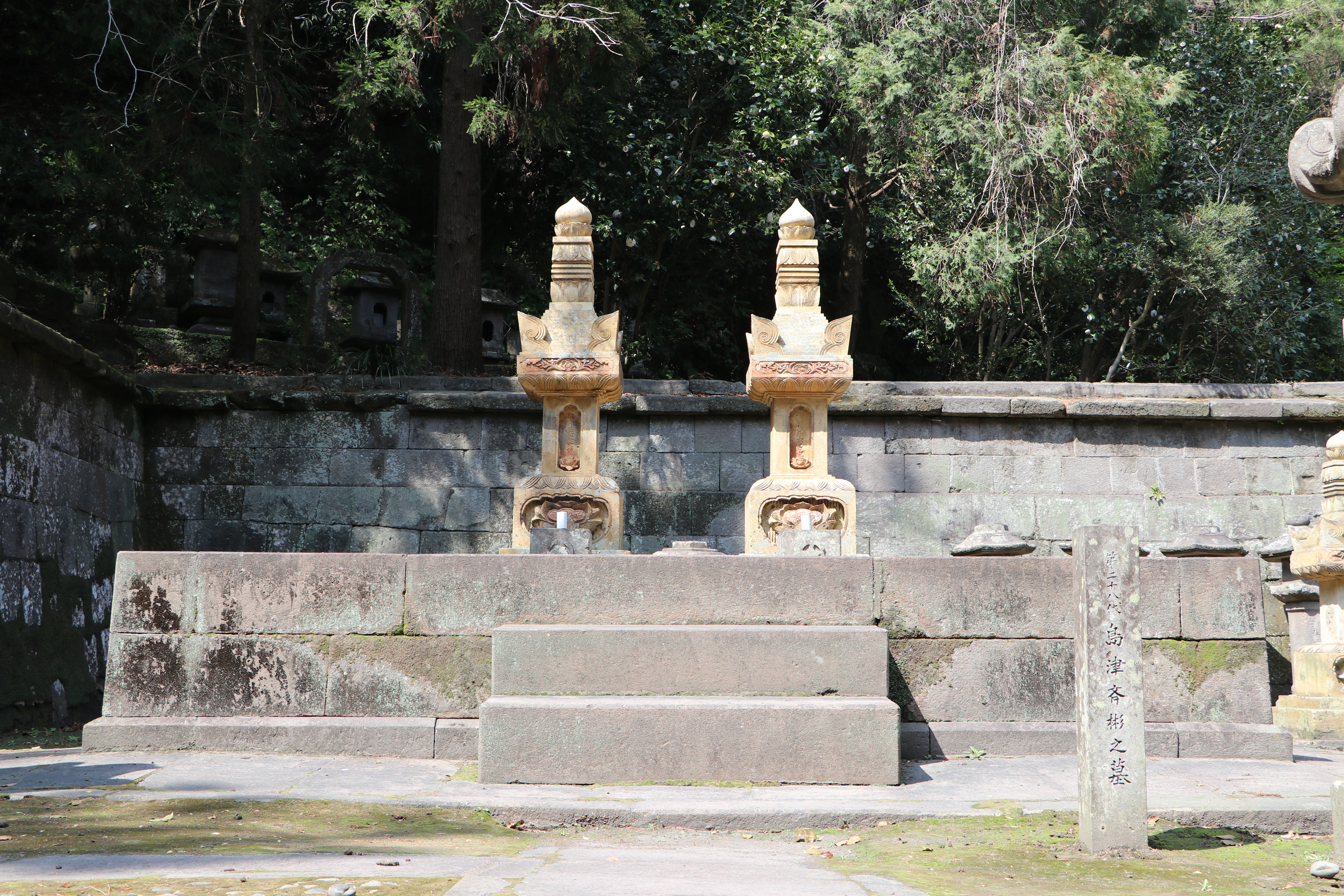
島津斉彬の墓（福昌寺跡）

- 墓所：鹿児島県鹿児島市池之上町の玉龍山福昌寺跡[* 3]。

斉彬の死後、その遺言により、久光の長男・茂久が後を継いだ。なお、遺言では茂久に斉彬の長女を嫁がす条件で仮養子とし、六男・哲丸を後継者に指名しており、哲丸と茂久との相続争いを未然に防止する内容になっていたが、哲丸は安政6年（1859年）に3歳で夭折した。

## 人物・逸話

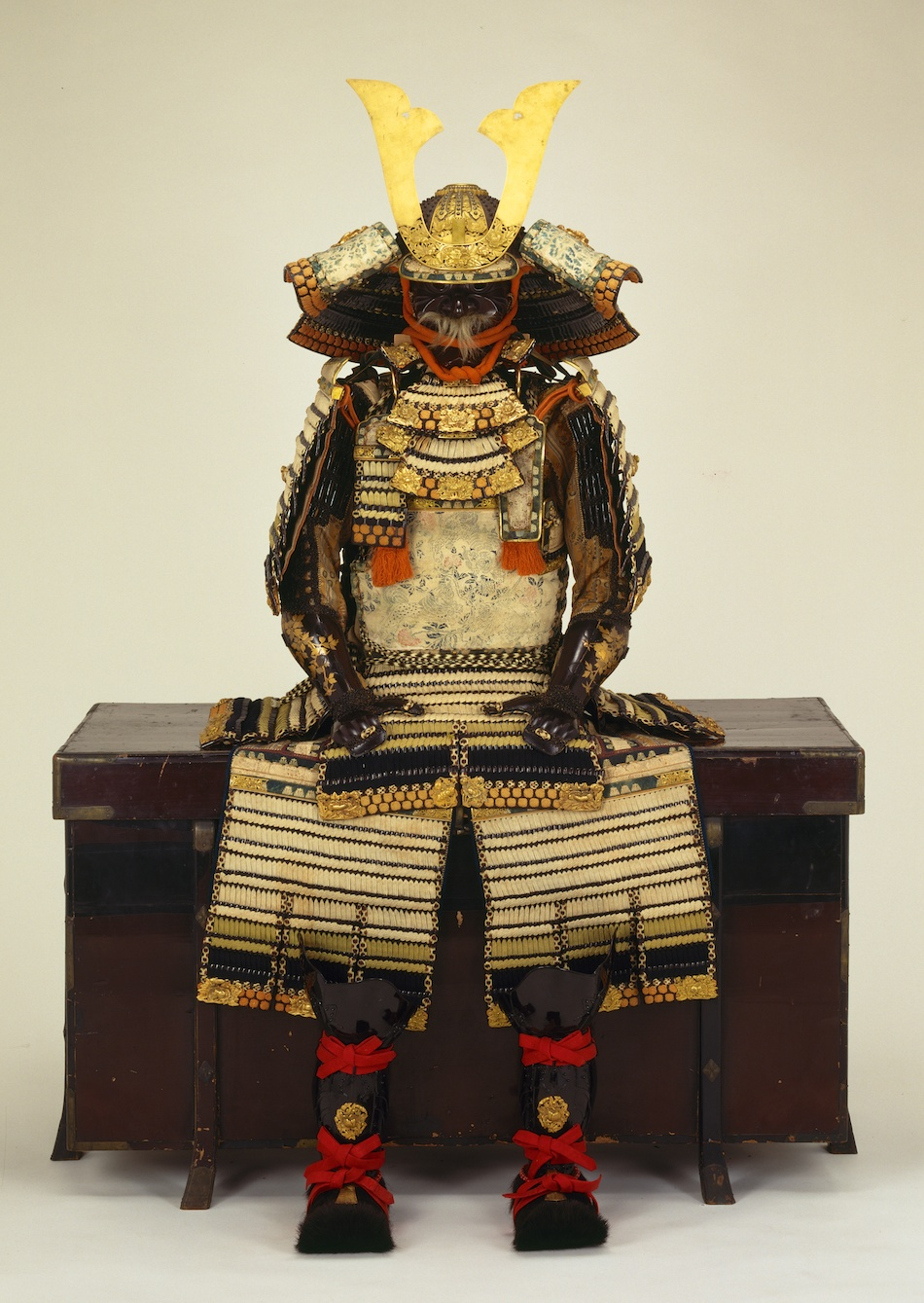
斉彬所用の大鎧様式の甲冑で、白糸裾萌葱紺威鎧 兜・大袖・小具足付（東京富士美術館）

- 斉彬により着手された殖産興業の一部は尚古集成館（鹿児島市）に展示されている。特に、ガラス製品製造のうちガラス工芸品は薩摩の紅ビードロとして珍重され、大名間の贈り物としても用いられた[* 4]。
- 日本人で初めて写真撮影された人物が斉彬であるとされ、その日が日本写真協会により「写真の日」として制定されている。日本に写真が渡来したのは嘉永年間とされ、最初に斉彬を撮影したものが、尚古集成館に保存されている[3]。また撮影技術自体にも興味をもち、城の写真を自ら撮影するなど、好奇心に富んだ人物であったといわれている。斉彬が撮影した写真は、当時の技術では上出来であったと伝えられている。
- 松平慶永、山内豊信、伊達宗城らと並んで幕末の四賢侯と称された。
- 西郷隆盛ら後の維新志士らから慕われ、西郷などは斉彬の死去を知ると号泣し、後を追って殉死しようとしたほどである。斉彬の功績は明治時代を築くことになる人材を育て上げたこともその一つといえる。
- 斉彬はお由羅を大変嫌っていたが、お由羅及びその一派の粛清までは考えていなかったという。異母弟・久光との仲についても嫌っていないどころかむしろ良く、家督相続後は重宝すらしていた。
- 理化学に基づいた工業力こそが西洋列強の力の根源であることを見抜き、自身もアルファベットを学ぶなど高い世界認識をもっていた。
- 『島津斉彬言行録』[4]には「君主は愛憎で人を判断してはならない」、「十人が十人とも好む人材は非常事態に対応できないので登用しない」など、近代的な人材登用策を示していたことが覗える記述もある。
- 嘉永6年11月（新暦：1853年12月）[* 5]に先に大石寺に帰依していた年下の大叔父で八戸藩主・南部信順の強い勧めにより、養女である篤姫とともに、現在の日蓮正宗総本山大石寺・遠信坊（静岡県富士宮市）の檀越となったが、大石寺の教義に随順し切れたかどうかは研究の余地を残す。
- 薩摩藩には天保改革の調所広郷の事業で「にせ金造り」もあり、この事業を「お金方」と言った。調所広郷は金メッキ・銀メッキの一分金・二分銀を造ったが、どれほど藩外に出たかは不明。しかし、斉彬は幕府が寛永通宝を天保通宝に改鋳（同一貨幣で価値が25倍増加）する利益の莫大さに目をつけた。極秘に江戸の鋳物師・西村道弥を招き、お金方事業を推進。斉彬急逝で計画が頓挫したが、薩摩藩は、幕府から2割を幕府献納を条件に百万両の鋳造承認を得て、同事業を再開した。124文貨幣で60文が藩の純益となり、一日2千名が働き3年間に290万両を鋳造した[* 6]。

## 評価
- 松平春嶽
  - 「大名第一番の御方であり、自分はもちろんのこと、水戸烈侯、山内容堂公、鍋島直正公なども及ばない」
  - 「性質温恭忠順、賢明にして大度有所、水府烈公、容堂如きとは同日に論じ難し。天下の英明なるは、実は近世第一なるべし。尊王は勿論、幕府にもよく恭順をつくし、一家の事に困却しておれり。しかしながら、数年朋友として交れり。然れども怒りたる顔色を見る事なし。実に英雄と称すべし」[5]
  - 「御一新の功業を引起せし原由は、島津斉彬公にして、この人は余が朋友とし、師とするものなり。中々水戸烈公の如き御方にはあらず、すこぶる肝大にして外面は英雄らしく見えねども、中々才智よりは道徳を重んぜらるる人なり。それゆえ温順恭遜にして、しかも学問あり。手紙の文などは俗文にして至って簡易なり。手紙、その外建言書は文体の整頓するや、他人の及ぶ所にあらず。昇平丸の舟を始めて造り、まぐねどその外洋製器械は薩摩を以て巨魁とす。もっとも尊王佐幕家なり。右ゆえに西郷、大久保、伊地知、その外今の官員勅任官の薩人は、斉彬公の丹精造るところなり。余はこの御一新の功業の起りは、順聖公斉彬公を以て第一とす。この公はすこぶる吝嗇にして鳥目二十文より金一円などの金子はすこぶる惜しまれたりと。しかしながら万円あるいは千円以上の金子は使うべき時には、いささかも惜しくなしと申されたり。真の吝嗇にはあらず。常には節倹を専らとしたまえど、大金は惜しげもなく使いたり。この一事にても英雄知るべきなり」[5]
- 伊達宗城 「予年七十に及ぶまで、東西、内外、上下、貴賎を問わず、広く天下の人に接せしも、未だ斉彬の如く敬慕の情深き人物を見ず。吾今人に対し、常に曰く、『惜しむらくは君輩をして親しく斉彬の声咳に接せしめざるを。今日に及びて、その徳音を讃するの辞なし』といえりと」[6]
- 勝海舟
  - 「斉彬公は、えらい人だったよ。西郷を見抜いて庭番に用いた所などはなかなかえらい。おれを西郷に紹介したものは公だよ。それ故、二十年も以後に、初めて西郷に会った時に、西郷は既におれを信じていたよ。ある時おれは公と藩邸の園を散歩していたら、公は二つの事を教えて下すったよ。それは人を用いるには、急ぐものではないという事と、一つの事業は、十年経たねば取りとめの付かぬものだという事と、この二つだったっけ」[7]
  - 「候天資温和、容貌整秀、臨みて親しむべく、その威望凛呼として犯すべからず。度量遠大、一世を籠罩するの概あり。方今を顧み往事を追想すれば、薩藩に英才の輩出するもの、この候の薫陶培養の致すところ、あに凡情をもって忖度し易すからんや。天その歳をかさず偉績半途にして廃弛す。皇国の一大不幸というべきなり」[8]
- 市来四郎 「斉彬公の学問は格別広いということはござりませぬが、至って記憶の強い人で、講釈でも一遍聞けば忘れぬという人であった申すことでござります。若い時は本当に程朱の学を学ばれた様子でござります。記憶が強く、元来頴敏な生れ付きでござります。藩内では一を聞いて十を覚る人だと申しております。仏学でも、儒学でも、歌でも、詩でも、かなり一通りは出来た人でござります。夜分に伽役などが出まして、下らぬ話を致す様な事はなかったと承ります。酒も飲まぬ人で、伽役などは、必ず学者を仕って、話を聞く人で、寺島（宗則）が侍医の時は、医道では仕えませず、伽役で使うてござります。小姓や女なんぞに按摩でも取らせながら、寺島はソコに於て、外国の歴史とか、地理書とか何とかを読んで、その講釈をさせて聞かれたようです。それは私共はよく知っております。他は徒らな話などはさせぬ人であった様子で、記憶は強し、それを記憶して考え、実地に行うことが長所であったろうと考えます」[9]
- 寺島宗則 「斉彬公は脳が二つあったかと思う。話をするうちに、小姓や小納戸役などが出てきて、何はこう致しました、これよりどう致しましょうと申し出ますると、それはこうこうして、それはこうせよなど、下知を致す様なことで、そういう時に、話を止めるが嫌いであって、止めずに語らなければならぬことであった。そういう人であったから、今考えると脳が二つあったろうと思う」[9]
- 伊藤博文
  - 「彼の御方は非常の豪傑で卓絶した人であった。今から考えて見ると感服する事が多い。徳川幕府で紀州家から将軍を迎えた時、紀州の附家老、安藤だったか、水野だったか、御両敬と云う事を申込んだ。向うが和泉守様と云えば、此方が修理大夫様と云うのが御両敬だ。そうすると西郷は鹿児島の御庭番か何かして居るときであったらしい、斉彬公を諌めて『彼はどうも奸物です。彼の奸物に御両敬を御申込になるのは宜しくない』と云うた。そうすると斉彬公は『馬鹿を云うな。それは貴様の知恵ぢゃなかろう。水戸の藤田東湖からでも習うて来たのであろう』と云われたことがある。中々非凡の人である」[10]
  - 「或る時、長崎から和蘭人を聘したことがある。そうすると鹿児島の人が石を投げて困る。今の大山（侯爵）などもその投げた仲間だったそうだ。そこで斉彬公が馬に乗って迎えに来られ、『石を投げるなら己れにも輿に投げろ」と云われた。凡庸の大名の出来る事ぢゃない。家来の云う言を聴いて、それに籠絡される様な人ではない」[10]
  - 「寺島だったか誰の話だったか忘れたが、公が『是を翻訳しろ」と云われたので、その本を見ると綿の事が書いてあった。『築城とか兵学に関係するものだと思いましたから、是はどうも綿の事であります』と訳者が云うたら、『無論の事だ。それを翻訳しろ。他日日本を困らせるものは是だ』と云われた。日本に綿糸を輸入する事をその時分から着眼せられて居ったと見える。惜しいことには病気で早く世を去られた」[10]

## 官歴

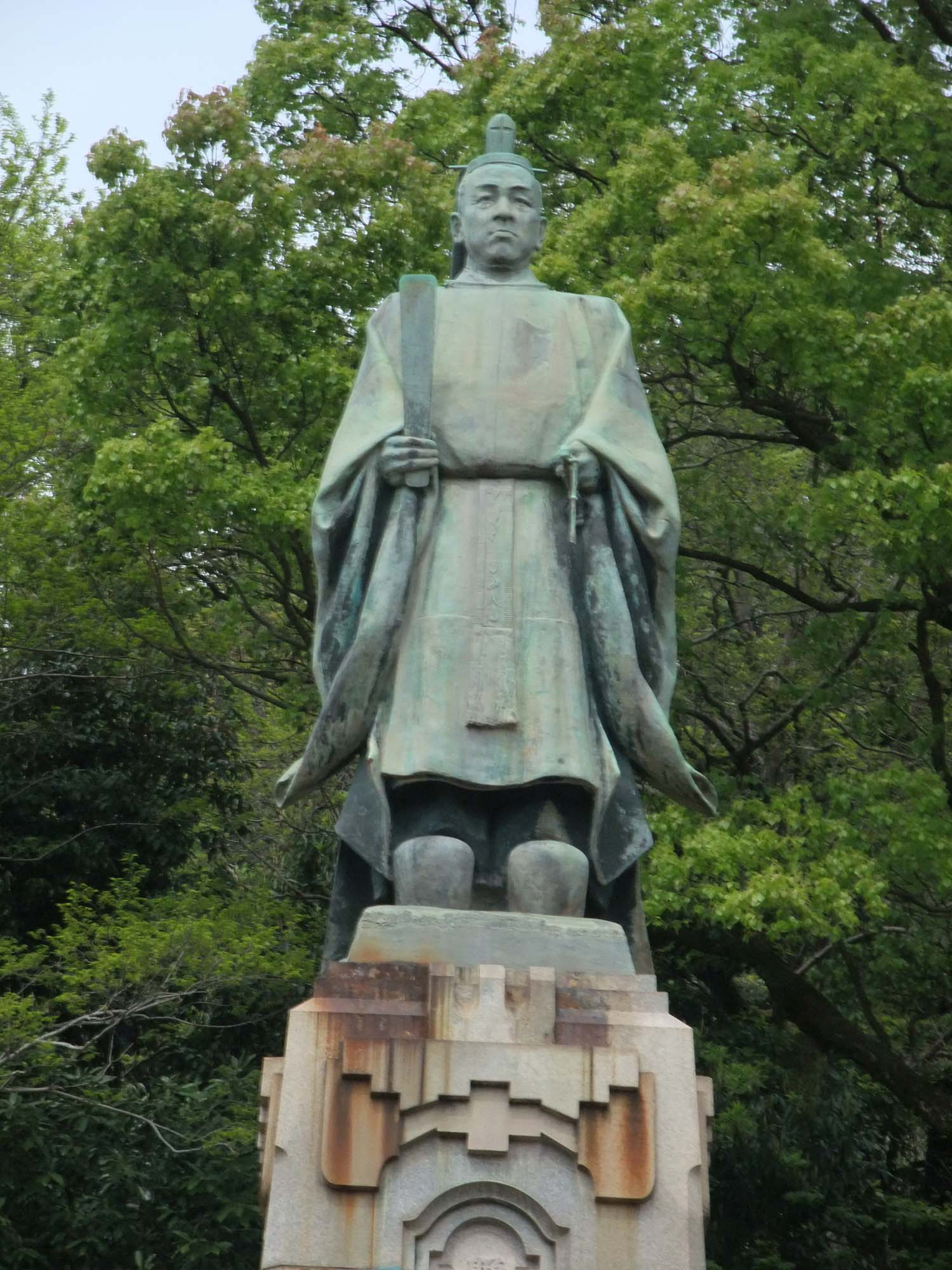
島津斉彬像（照国神社）

※ 明治5年12月2日（新暦換算:1872年12月31日）までの日付は、一次資料に基づく旧暦が主体で、新暦は換算結果である。その後の日付は新暦を主体とする。
- 文化9年8月15日（1812年9月20日）、薩摩藩世嗣となる。
- 文政4年3月4日（1821年4月6日）、元服。又三郎忠方と名乗る。
- 文政7年11月21日（1825年1月9日）、将軍・徳川家斉の偏諱を受け、斉彬と改める。従四位下侍従兼兵庫頭に叙任。
- 天保3年5月18日（1832年6月16日）、豊後守に遷任。侍従如元。
- 天保5年12月16日（1835年1月14日）、左近衛権少将に転任。豊後守如元。
- 天保14年2月9日（1843年3月9日）、修理大夫に転任。左近衛権少将如元。
- 嘉永4年
  - 2月2日（1851年3月4日）、藩主となる。
  - 2月3日（1851年3月5日）、薩摩守に遷任。左近衛権少将如元。
- 嘉永5年12月16日（1853年1月25日）、従四位上に昇叙し、左近衛権中将に転任。薩摩守如元。
- 文久2年11月12日（1863年1月1日）、追贈従三位権中納言。
- 文久3年5月12日（1863年6月27日）、照国大明神の神号を贈られる。
- 明治2年11月22日（1869年12月24日）、追贈従一位。
- 1901年（明治34年）5月16日、追贈正一位。

## 系譜
- 父：島津斉興（1791-1859）

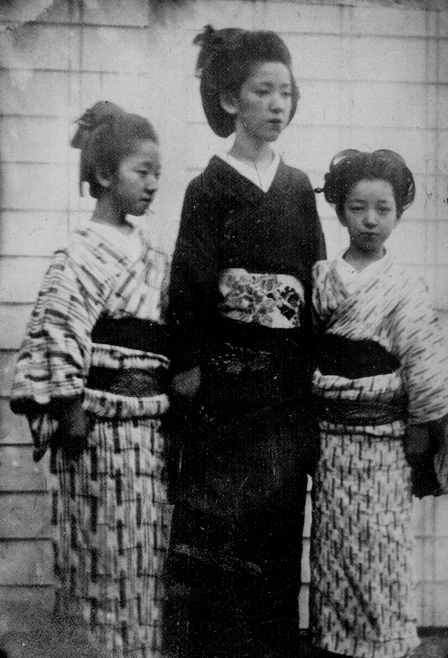
斉彬の娘たちの写真。左から典姫・暐姫・寧姫

- 母：弥姫（1792-1824）、周子、賢章院 - 池田治道の娘
- 同母兄弟[11]
  - 池田斉敏
  - 候姫 - 山内豊熈正室
  - 諸之助 - 文化14年（1817年） - 文政2年（1819年）。島津久光と同じ年に誕生。
  - 珍之助 - 文政2年（1819年） - 文政3年（1820年）
- 妻子[11]
  - 正室：栄樹院（1805-1858）、恒姫 - 一橋家・徳川斉敦の娘。
    - 長男：菊三郎 - 文政12年8月3日（1829年8月31日） - 同年9月11日（同年10月8日）

  - 側室：酒井忠藎の娘
    - 長女：澄姫 - 天保8年8月1日（1837年8月31日） - 天保11年8月6日（1840年9月1日）
    - 次女：邦姫 - 天保9年11月24日（1839年1月9日） - 天保11年5月23日（1840年6月22日）

  - 側室：田宮安知の娘
    - 三男：盛之進 - 弘化4年11月29日（1848年1月5日） - 嘉永3年10月4日（1850年11月7日）
    - 五男：虎寿丸（儔次郎） - 嘉永2年閏4月2日（1849年5月23日）- 嘉永7年閏7月24日（1854年9月16日）。法号「覚法院」。近衛忠熙の娘・信君の婚約者。

  - 側室：伊集院須磨（1821-1870） - 伊集院兼珍の養女
    - 四男：篤之助 - 嘉永元年11月23日（1848年12月18日）- 嘉永2年6月20日（1849年8月8日）
    - 三女：暐姫（暐子） - 嘉永4年1月16日（1851年2月16日）- 明治2年3月24日（1869年5月5日）。島津忠義正室。
    - 四女：島津典子 - 典姫、嘉永5年5月27日（1852年7月14日）- 明治36年（1903年）12月28日。島津珍彦夫人。
    - 五女：島津寧子 - 寧姫、嘉永6年10月30日（1853年11月30日）- 明治12年（1879年）5月24日。島津忠義継室。
    - 六男：哲丸 - 安政4年9月9日（1857年10月26日） - 安政6年1月2日（1859年2月4日）

  - 側室：旗本・横瀬克己の娘
    - 次男：寛之助 - 弘化2年7月28日（1845年8月30日）- 嘉永元年5月7日（1848年6月7日）
- 養子
  - 男子：島津忠義（1840-1897） - 島津久光の長男
  - 女子：天璋院（1836-1883） - 篤姫、徳川家定御台所、島津忠剛の長女
  - 女子：貞姫 - 光子、近衛忠房正室、島津久長の娘

多数の子女のうち成人したのは須磨との間の娘3人のみで、全員が弟・久光の息子の妻となった。さらに、養嗣子の忠義に嫁いだ娘2人はいずれも難産で死去し、無事に成人まで子が育ち自身も命を長らえたのは典姫ただ一人であった。斉彬の血筋は六男・哲丸が3歳で夭折したことにより男系子孫は途絶え、典姫を通じて女系は島津家の諸分家などで続いた。斉彬の母、弥姫（周子）は鳥取藩主・池田治道と仙台藩主・伊達重村の娘、生姫との子であり、織田信長、徳川家康、伊達政宗、毛利元就の血を引いている。